# ムサ・サイブ
ムサ・サイブ（Moussa Saïb, 1969年3月5日 - ）は、アルジェリア・テニエト・エル・ハード出身の元サッカー選手、サッカー指導者。現役時代のポジションはミッドフィールダー。

## 経歴
1992年にAJオセールに移籍。1995-96シーズンのリーグ・アン初優勝に貢献した。
サッカーアルジェリア代表としては74キャップを記録。アフリカネイションズカップ1990のアルジェリア初優勝メンバーのひとりである。

## タイトル

### 個人タイトル
- アルジェリア年間最優秀選手:2004
- アルジェリア・バロンドール名誉賞:2018[1]

### クラブタイトル(選手時代)
カビリー
- CAFチャンピオンズリーグ:1989-90
- アルジェリアリーグ:1989-90, 2003-04

オセール
- リーグ・アン:1995-96
- クープ・ドゥ・フランス:1993-94, 1995-96
- UEFAインタートトカップ:1997

トッテナム
- フットボールリーグカップ:1998-99

ロリアン
- クープ・ドゥ・フランス:2001-02

### 代表タイトル
アルジェリア代表
- アフリカネイションズカップ:1990
- アフロアジア選手権:1991

### クラブタイトル(監督時代)
カビリー
- アルジェリアリーグ:2007-08